# Bataille de Kampala
Guerre ougando-tanzanienne
La bataille de Kampala (ou parfois chute de Kampala) est une bataille de la guerre ougando-tanzanienne qui a eu lieu les 10 et 11 avril 1979. Des forces combinées de la Tanzanie et du Front de libération nationale de l'Ouganda (UNLF) capturent la capitale ougandaise Kampala. En conséquence, le président ougandais Idi Amin Dada est destitué, ses forces dispersées et un gouvernement mené par le Front de libération nationale de l'Ouganda est installé.
Amin prend le pouvoir en Ouganda en 1971 et y établit une dictature brutale. En 1978, il tente d'envahir la Tanzanie, qui lance une contre-attaque. Les Tanzaniens repousse les Ougandais et leurs alliés libyens à Entebbe, puis décident d'envahir Kampala. La 208e brigade, menée par les 800 hommes du 19e bataillon de Ben Msuya, arrivent du Sud pour prendre le centre-ville. La 207e brigade et un bataillon du Front de libération nationale de l'Ouganda attaquent depuis l'Ouest et la 201e brigade établit des barricades au Nord pour empêcher les unités ougandaises de fuir. Une issue est laissée libre à l'Est de la ville pour permettre aux Libyens de partir via Jinja. Amin prépare la défense de Kampala, mais finit par fuir la ville.
Les Tanzaniens commencent l'attaque de la ville le matin du 10 avril 1979. Au matin du 11 avril, les troupes tanzaniennes ont assiégé Kampala et prennent l'intérieur de la ville. Quelques membres du Front de libération nationale attaquent des collaborateurs d'Amin, ainsi que des personnes kakwa et nubiennes, deux groupes ethniques qui ont bénéficié de la dictature. Plus tard dans la matinée, les Tanzaniens bombardent la ville.
Le nombre de morts de la bataille est inconnu. On estime que les pertes tanzaniennes sont très faibles, et que plusieurs dizaines, voire quelques centaines, de soldats et de civils ougandais sont tués. La bataille marque la première fois dans l'histoire post-décolonisation de l'Afrique qu'un État prend la capitale d'un autre État et destitue son gouvernement. Les combats dans le pays continuent jusqu'à la complétion de l'invasion tanzanienne le 3 juin.

## Contexte
En 1971, Idi Amin Dada destitue Milton Obote au cours d'un coup d'État et prend la tête de l'Ouganda, ce qui complique les relations avec la Tanzanie. Le président tanzanien Julius Nyerere est un proche d'Obote, à la fois personnellement et par ses politiques socialistes. Nyerere refuse de reconnaître le nouveau gouvernement et offre l'asile à Obote et à ses soutiens. Il soutient une tentative d'invasion de l'Ouganda de 1972 par Obote, et après quelques combats aux frontières, Amin et lui signent une trêve. Leurs relations restent tendues, et Amin menace plusieurs fois d'envahir la Tanzanie.
Fin octobre 1978, après une tentative de mutinerie dans l'armée ougandaise, des troupes traversent la frontière avec la Tanzanie pour poursuivre des soldats rebelles. Le premier novembre, Amin annonce l'annexion du Kagera, au nord de la Tanzanie. La Tanzanie arrête l'invasion, mobilise des groupes opposés à Idi Amin Dada, et lance une contre-offensive. Nyerere affirme à des diplomates étrangers qu'il souhaite donner une leçon à Amin, et pas le renverser, mais cette affirmation n'est pas prise au sérieux en raison de la haine portée par Nyerere à l'autre dirigeant et à des remarques sur un potentiel coup d'État qu'il a faites auparavant devant ses collègues. Le gouvernement tanzanien estime de plus que la frontière Nord ne sera pas sécurisée tant qu'Amin n'est pas neutralisé. Après quelques premières incursions au sein du territoire ougandais, David Musuguri est nommé commandant de la 20e division des forces de défense du peuple tanzanien et reçoit l'ordre d'avancer dans le pays.

Carte des affrontements de la guerre ougando-tanzanienne.

Les forces de défense du peuple tanzanien remportent la bataille de Masaka, à Masaka, le 24 février 1979. Nyerere prévoit d'abord d'arrêter son armée là et d'autoriser les exilés ougandais à reprendre Kampala et à destituer Amin. Il semblerait que Nyerere ait demandé à Obote, alors exilé en Tanzanie, de se rendre en avion à Masaka pour accompagner les rebelles ougandais lors de la prise de la ville, mais qu'Obote aurait refusé, estimant qu'un retour aussi théâtral lui rendrait le peuple hostile. Cette demande de Nyerere vient de son inquiétude des répercussions d'une invasion tanzanienne dans la ville sur l'image internationale de la Tanzanie. La chute de Masaka inquiète beaucoup les commandants ougandais, qui estiment qu'elle rend Kampala vulnérable aux attaques. Les militaires ougandais commencent donc à mobiliser une armée plus importante et à préparer la défense de la ville. Certains militaires sont envoyés à Lukaya, mais ne parviennent pas à empêcher la chute de Lukaya aux mains des Tanzaniens.
L'opposition ougandaise se réunit à Moshi fin mars. Elle élit Yusufu Lule à la tête du Front de libération nationale de l'Ouganda et monte un gouvernement. Peu après, Mouammar Kadhafi, allié d'Amin, tente d'arrêter les forces tanzaniennes en envoyant un ultimatum à Nyerere, exigeant qu'il retire ses troupes du pays sous 24 heures ou qu'il se voie opposer les troupes libyennes, qui sont déjà actives en Ouganda. Nyerere répond à la radio que l'implication de la Libye dans la guerre ne change pas l'avis du gouvernement tanzanien sur Amin. Les rebelles ougandais n'ont pas la force militaire nécessaire pour vaincre les forces libyennes, et Nyerere envoie les forces de défense du peuple tanzanien prendre Kampala. Les dirigeants tanzaniens sont d'autant plus motivés à prendre Kampala que des avions ougandais ont bombardé Kagera et qu'Idi Amin Dada a annoncé que les habitants de Masaka et de Mbarara subiront des représailles pour avoir cédé à l'invasion tanzanienne. La création réussie du gouvernement temporaire du Front de libération nationale de l'Ouganda rassure les Tanzaniens quant aux conséquences d'une prise de la capitale. Le 25 mars 1979, Amin impose un couvre-feu et des coupures de courant à Kampala. Quatre jours plus tard, l'Organisation des Nations unies annonce l'évacuation de ses 140 employés de Kampala vers le Kenya. Le 31 mars, la Tanzanie prépare son offensive.

## Préparation du combat

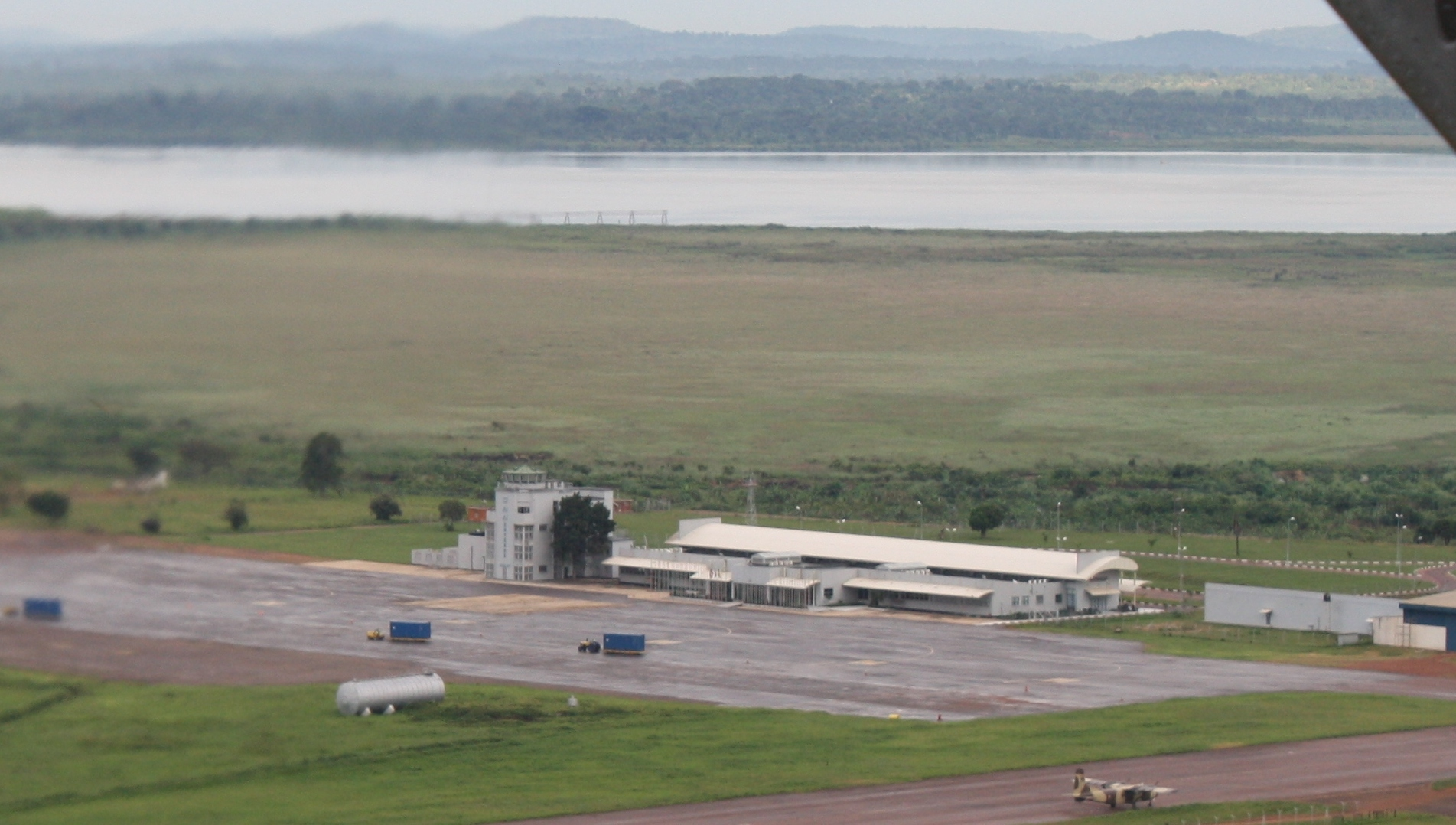
L'ancien terminal de l'aéroport d'Entebbe en 2009.

Début avril, l'armée tanzanienne commence à attaquer les défenses ougandaises à Kampala. Des avions mènent plusieurs sorties contre des infrastructures militaires au sein de la ville. Les commandants tanzaniens supposent qu'Idi Amin Dada gardera l'essentiel de l'armée à la capitale, et leurs premiers plans appellent à une attaque directe de la ville. Or, depuis Mpigi, qui est située en altitude, ils voient la péninsule d'Entebbe et y découvrent un trafic aérien libyen important et un gros contingent de soldats ougandais et libyens. L'armée comprend alors que si elle prend Kampala sans d'abord prendre le contrôle d'Entebbe, elle pourrait être attaquée par le flanc. La chute d'Entebbe couperait l'approvisionnement libyen et permettrait de prendre la capitale par le Sud. Msuguri décide donc d'attaquer la péninsule en premier, et ordonne à la 208e brigade de s'en occuper. Un premier bombardement pousse Amin à se réfugier dans sa résidence officielle d'Entebbe puis à prendre un hélicoptère vers Kampala. Le 7 avril, l'armée prend Entebbe. Plusieurs soldats libyens essaient de fuir à Kampala, mais sont interceptés et tués. Après la prise d'Entebbe, des centaines de soldats ougandais fuient les garnisons de Kampala, le plus souvent en repartant avec quelques affaires vers le Nord du pays. Une unité se rend de Bombo, dans le district de Luweero, à Kampala pour défendre le gouvernement d'Amin. Il est majoritairement composé de membres de tribus de l'Ouest du Nil, fidèles au président en raison de son soutien financier à leur peuple. Les restes des forces libyennes intègrent les troupes ougandaises et prennent leur poste dans la capitale. Le moral des Libyens et de l'armée ougandaise (en) est très bas, mais Amin affirme le contraire.

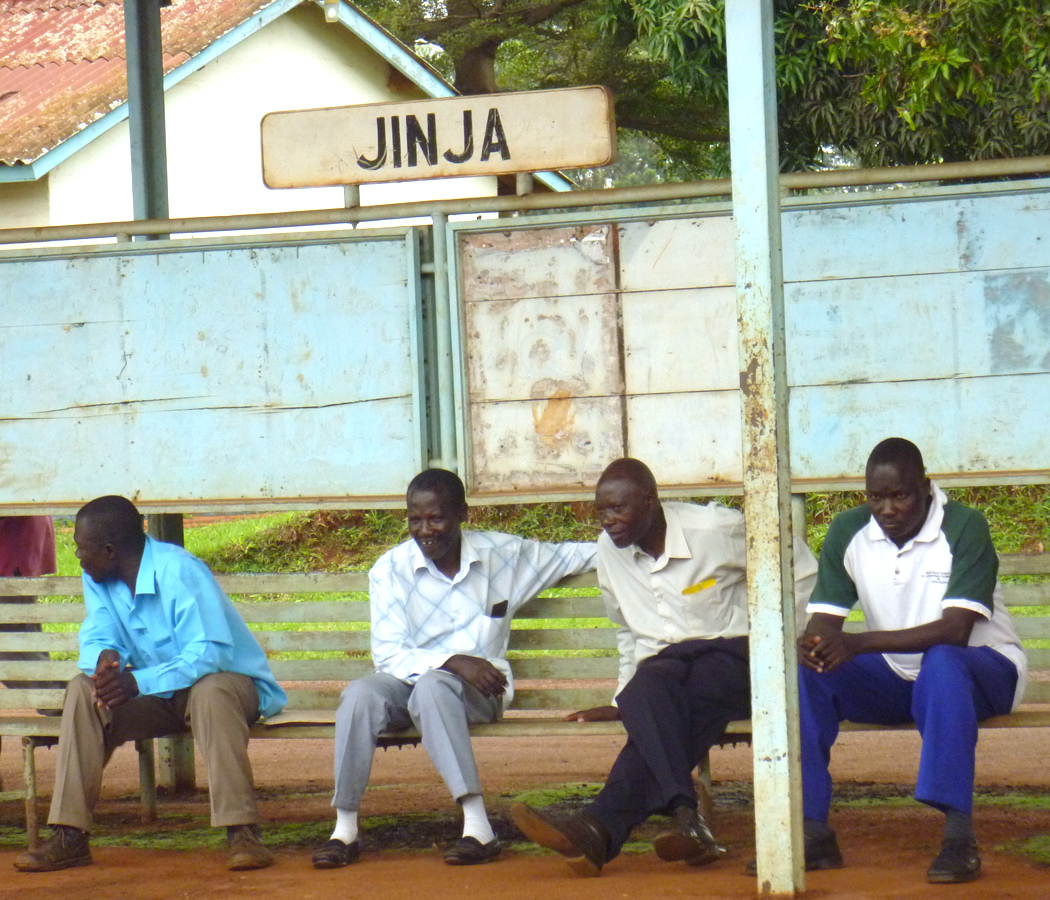
Gare de Jinja en 2010.

Le matin du 8 avril, les officiers tanzaniens se retrouvent une dernière fois à Entebbe pour préparer l'attaque de Kampala. Le brigadier Mwita Marwa, commandant de la 208e brigade, dirige le briefing. Nyerere demande à ses commandants de ne pas bloquer la route de l'Est menant à Jinja pour laisser les soldats libyens et les diplomates étrangers quitter la ville sans difficulté. Il estime qu'en laissant les Libyens s'échapper, il permettra au pays de se désengager du conflit sans s'humilier, ce qui est important pour éviter les tensions afro-arabes et l'implication d'autres pays arabes. Il explique donc la décision à Kadhafi et lui indique que les troupes libyennes pourront quitter l'Ouganda sans opposition en passant par l'aéroport de Jinja. Il demande également à ses troupes de laisser intacts certains bâtiments de Kampala, dont l'hôpital de Mulago (en), l'université Makerere et le siège du parlement de l'Ouganda. Le plan d'attaque tanzanien commence par une attaque de deux côtés : à l'Ouest, sur la route venant de Masaka, la 207e brigade et un bataillon du Front de libération nationale de l'Ouganda, et au Sud depuis Entebbe, la 208e brigade. Le 19e bataillon de la 208e brigade, mené par le lieutenant-colonel Ben Msuya, doit prendre le centre-ville, tandis que les autres bataillons doivent couvrir leurs flancs dans le fynbos. La 201e brigade doit bloquer le nord de Kampala pour empêcher les forces ougandaises de s'échapper. L'opération est prévue pour durer trois jours.
Idi Amin Dada laisse au général Dusman Sabuni les dernières préparations pour la défense de la ville,. Environ mille soldats sont en garnison dans la ville, et deux à trois mille hommes sont stationnés juste au sud de la capitale comme dernière ligne de défense. La garnison de Kampala inclut des membres du bataillon Chui, des membres de l'armée de l'air ougandaise, et quelques tanks. Un petit nombre de militants du Fatah sont également postés dans les environs de Kampala. Ces Palestiniens sont sous les ordres de Mahmoud Da'as ; une cinquantaine d'entre eux quitte le pays avant le début des conflits, les autres sont soit combattants, soit évacués. De nombreux civils fuient la ville avant les combats, et le ministre du commerce Muhammad Bakhit leur ordonne de revenir dans les deux jours, sous peine de voir leur logement « redistribué ». De nombreux étudiants de l'université Makerere retournent chez leur famille, loin de la ville. Le commissaire de Kampala Wahib Muhammed affirme qu'une semaine avant l'attaque, Amin aurait ordonné aux soldats de la garnison de Kampala d'évacuer leurs familles. Le 8 avril, les diplomates de l'Union des républiques socialistes soviétiques sont évacués, ainsi que les autres diplomates du bloc de l'Est, vers le Kenya,.
Le 19e bataillon, qui compte 800 soldats, prépare des tranchées sur une colline à 21 kilomètres de Kampala, au-dessus de la route entre la capitale et Entebbe. Dans la nuit du 8 avril, un tank attaque le bataillon et des patrouilles ougandaises se battent sporadiquement contre l'armée tanzanienne, tandis que son artillerie bombarde la banlieue de Kampala. À 3 h 30 le 9 avril, le 19e bataillon quitte son poste. Peu après, l'artillerie tanzanienne commence le bombardement, pendant un quart d'heure, des postes ougandais dans Kampala. Le bataillon se rassemble sur la route entre Entebbe et Kampala et commence son avancée. Deux compagnies avancent parallèlement au bataillon dans le fynbos, de chaque côté de la route, pour arrêter une potentielle embuscade ; les autres compagnies avancent sur la route, faisant des pauses régulières pour ne pas rattraper l'avant-garde. À 9 heures, le bataillon atteint son point final et s'installe sur le bord de la route, tandis que la 207e brigade occupe le quartier de Mutundwe (en) à Ssabagabo.

## Bataille de Kampala

### 10 avril
Le matin du 10 avril, l'avant-garde de l'armée tanzanienne rapporte que les défenses ougandaises de Kampala sont faibles. Bien que peu d'unités soient prêtes à se battre, les forces tanzaniennes reçoivent l'ordre de prendre la capitale immédiatement. Le 19e bataillon libère sa position et se rassemble sur la route d'Entebbe à Kampala. Les autres bataillons de la 208e brigade prennent Cape Town View, la villa d'Amin située sur les bords du lac Victoria, et avancent sur Port Bell. La 201e brigade, menée par Imran Kombe (en), érige des barricades au nord de Kampala et arrête deux unités ougandaises : celle qui tente de rejoindre Kampala depuis bombo, et une autre qui tente de s'enfuir. Au cours de la journée, la brigade détruit sept véhicules et tue 80 soldats ougandais. La 207e brigade, menée par John Butler Walden, avance depuis l'ouest avec un bataillon du Front de libération nationale de l'Ouganda mené par David Oyite-Ojok. Les troupes d'Ojok prennent le quartier de Nateete (en) et passent par la colline de Lubaga. Les soldats de l'OLP battent en retraite quand ils constatent que les Ougandais ne sont pas en mesure de répliquer aux attaques, partent vers le Nord et se rendent au Soudan.

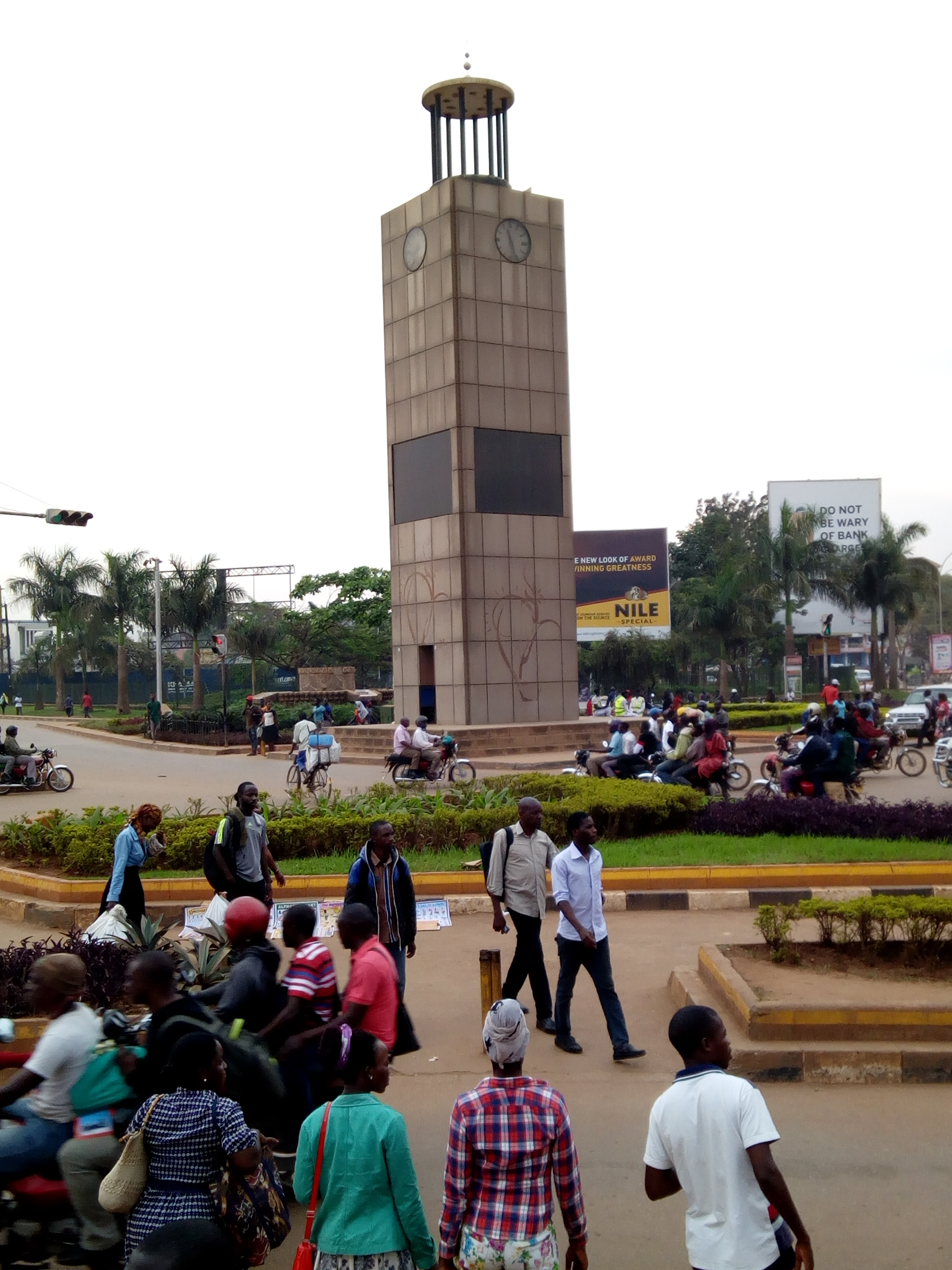
La tour de l'horloge sur la route d'Entebbe en 2017.

Le 19e bataillon commence son avancée à 3h36, accompagné par les journalistes Tony Avirgan et Martha Honey. L'armée tanzanienne bombarde Kampala pendant 90 minutes à l'aube, puis recommence plus tard dans la matinée. Les bombardements touchent plusieurs bâtiments et routes et on compte quelques morts, bien que la plupart des habitants de la ville aient quitté les rues pour se mettre à l'abri. Le 19e bataillon avance sur la route entre Entebbe et Kampala avec trois tanks, un Type 59 et deux Type 62 ; un nombre croissant de civils opposés à Amin Dada rejoint le bataillon. La colonne ne rencontre aucune résistance jusqu'à une escarmouche au rond-point de Makindye (en), à 2 kilomètres environ du centre-ville, où des militaires leur tirent dessus depuis une place du marché sur la gauche de la rue. Les civils se dispersent et les troupes tanzaniennes font feu. Le combat dure dix minutes, puis les opposants, une limousine occupée par cinq soldats ougandais armés de fusils semi-automatiques, quittent leur couverture et avancent vers les Tanzaniens. Ils sont rapidement tués par l'attaque d'un lance-roquettes, des fusils et un tir de tank. Les Tanzaniens fouillent la place du marché mais n'y trouvent pas d'autres soldats ougandais ; ils reprennent leur avancée dans la capitale, rejoints à nouveau par les civils. Le bataillon essuie d'autres tirs, mais ne perd aucun soldat, et à 17 heures, il arrive à la tour de l'horloge de Kampala, là où la route d'Entebbe laisse place au centre-ville.
Il reste alors deux heures avant le coucher du soleil, et Msuya tient à atteindre les objectifs de son bataillon d'ici là. Cette décision est compliquée par le fait qu'il n'a pas de carte de Kampala et qu'il dépend d'un guide volontaire ougandais pour lui indiquer des directions. Il décide de commencer par prendre la station de radio locale. Msuya laisse un soldat en arrière pour dissuader les civils de le suivre, puis lance l'offensive. Les instructions du guide étant confuses, le bataillon avance très lentement. La banque d'Ouganda, la poste, le parlement et l'hôtel de luxe du centre-ville sont pris par l'armée avec très peu de difficulté. Le ministère de l'intérieur leur donne plus de difficultés. Les dirigeants ougandais ont fui et la défense locale n'est pas coordonnée. Des soldats ougandais attaquent depuis un balcon, mais le 19e bataillon prend la station de radio nationale sans grande résistance. L'équipement est intact, mais Msuya a reçu l'ordre de ne faire aucune annonce ; il fait remarquer à un soldat non gradé que l'annonce « vaudrait presque la peine de passer en cour martiale ».
Les Tanzaniens repoussent une embuscade d'un immeuble voisin avant de continuer leur avancée. Ils sont censés prendre la colline de Nakasero (en), où se trouvent le State Research Bureau (en), qui est la police secrète d'Amin, et la résidence présidentielle. Ils doivent aussi prendre Kololo, où se trouve le poste de commande personnel d'Amin, avant la tombée de la nuit. Msuya estime qu'une seule zone peut être prise à temps et se décide pour Kololo, où le bataillon peut plus facilement passer la nuit. Les forces rebelles ougandaises alliées de la Tanzanie occupent le siège de l'armée ougandaise au bord de la ville. Ils ne rencontrent aucune opposition, mais perdent cinq hommes quand des Tanzaniens attaquent le bâtiment, ne sachant pas qu'il a déjà été pris. Vers la tombée de la nuit, le Front de libération nationale de l'Ouganda approche le State Research Bureau de Nakasero, pensant que le quartier a été pris. Des soldats ougandais ouvrent le feu, détruisant une Land Rover et forçant les hommes à battre en retraite. Les Ougandais finissent par quitter le bâtiment, mais lancent des grenades dans les cellules pour tuer les derniers prisonniers gardés là.
Pendant que l'essentiel du 19e bataillon part vers Kololo, une compagnie est détachée pour préparer une embuscade dans un parc donnant sur une rue qui mène vers la rue de Jinja. Les Tanzaniens attaquent deux voitures ougandaises et tuent leurs trois occupants. Dans un des véhicules, un soldat retrouve un plan détaillé de la défense de Kampala, qui indique les bataillons et leurs commandants assignés à chaque secteur. Au coucher du soleil, le bataillon n'a toujours pas trouvé le poste de commande. Il n'y a aucune électricité dans Kampala, sauf à un unique feu de circulation. Le guide ougandais finit par amener le bataillon à un terrain de golf que les troupes traversent pour se rendre à Kololo. À 21 heures, les Tanzaniens remontent des rues résidentielles. Msuya, frustré par les indications confuses de son guide, abandonne et décide d'établir son propre poste de commande dans une maison vide, autour de laquelle son bataillon installe des tranchées et des barricades. D'après lui, à 22 heures, Kampala est sous contrôle tanzanien. À 23 heures, il célèbre la capture de la ville avec ses officiers.
Pendant la nuit, plusieurs autres bataillons de la 208e brigade partent pour le Sud de Kampala, et la 207e brigade prend l'ouest de la ville. Walden supervise la prise de la résidence d'Idi Amin Dada. Les quelques unités libyennes encore en ville résistent peu : elles partent vers Jinja puis en Éthiopie et au Kenya pour être rapatriées. Amin part lui aussi à Jinja, mais les sources se contredisent sur les circonstances de sa fuite. Une source veut qu'Amin soit parti avant la bataille. Une autre suggère qu'il se serait caché dans des maisons de banlieue jusqu'à la veille du combat, puis serait parti pour Jinja. Plusieurs soldats ougandais affirment qu'il a fui par hélicoptère le 10 avril. Son fils, Jaffar Remo, dit que son père est dans la banlieue de Munyonyo, au nord-est de la ville, le 11 avril, se préparant à mourir au combat, mais que certains de ses officiers le forcent à prendre une voiture pour Jinja. Le chercheur Muwonge Magembe suppose qu'Amin est parti de son plein gré de Munyonyo après y être encouragé par ses officiers. Le bataillon du Front de libération nationale de l'Ouganda s'installe dans le terrain de golf. Pendant l'érection du camp, une petite voiture blanche passe par là et un de ses occupents tire sur le groupe, tuant un officier. Le Front de libération nationale de l'Ouganda installe alors des barricades autour du terrain, et les hommes qui gardent les barricades s'enivrent de bière et de whisky pillés dans les maisons. L'ambassadeur indien affirme avoir vu de nombreux cadavres partout autour du terrain de golf, dont plusieurs soldats ougandais en uniforme, mais aussi des civils tués sans distinction.

### 11 avril
À l'aube du 11 avril, les troupes tanzaniennes ont coupé toutes les routes quittant Kampala, y compris la route menant à Jinja, et ils commencent à éliminer tous les lieux de résistance restants. Quelques membres du Front de libération nationale de l'Ouganda assassinent des collaborateurs supposés du régime d'Amin, d'autres attaquent des membres des groupes ethniques kakwa et nubiens, qui ont bénéficié de la dictature. À 4 heures, l'ambassadeur d'Allemagne de l'Est, Gottfried Lessing (en), quitte sa résidence avec sa femme dans une petite voiture blanche, un autre véhicule leur servant d'escorte ; ils tentent de quitter la ville. Quand ils passent près du terrain de golf, les soldats du Front de libération nationale tirent deux fois au lance-roquettes, détruisant les deux voitures et tuant leurs quatre occupants. Les Tanzaniens affirment qu'un des morts est Bob Astles, un proche d'Amin, ce qui est faux. Dans la matinée, les soldats ivres harcèlent des passants et des soldats tanzaniens.
Ojok se rend à la station de radio, où il annonce la chute du régime d'Idi Amin Dada. D'après Honey et Avirgan, il aurait voulu l'annoncer bien plus tôt mais Lule l'aurait interdit, inquiet qu'Ojok annonce le retour d'Obote au pouvoir. Arrivant à la station, Ojok appelle deux fois Dar es Salam, d'abord à Nyerere, qui est absent, puis à Obote, à qui il annonce qu'il va dire avoir pris la ville au nom du Front de libération nationale de l'Ouganda, ce qu'Obote approuve. D'après l'historien Kenneth Ingham, Ojok demande à Obote de lui indiquer quoi dire dans son annonce, et Obote lui répond d'appeler au soutien d'un nouveau gouvernement national sans mentioner Obote ni son parti, le Congrès du peuple ougandais. Obote affirme avoir appelé Nyerere juste après pour l'informer de la chute de Kampala, et que Nyerere est venu chez lui pour célébrer la nouvelle. Msuya dit qu'Ojok refusait d'abord de faire la moindre déclaration, inquiet que le commandement de Dar es Salam puisse penser qu'il tente un coup d'État. Msuye dit au Daily Monitor qu'il a « littéralement mis un flingue sur la tempe d'Ojok » pour le forcer à faire une annonce, estimant qu'elle doit absolument être faite par un Ougandais. Plusieurs techniciens venus au travail malgré les combats aident Ojok à faire son émission ; il affirme que le gouvernement d'Amin est renversé et que Kampala est sous le contrôle du Front national de libération de l'Ouganda, il appelle le peuple à garder son calme et les soldats à se rendre. Lule est hors de lui quand il entend l'annonce, et le discours qu'il a préparé la veille ne passe pas à la radio avant la soirée.
Plus tard dans la matinée, l'artillerie tanzanienne bombarde des zones de la ville. La plupart des soldats ougandais fuient la ville. De nombreux civils sortent de leur abri pour fêter la déposition d'Amin et piller les magasins locaux. Certains indiquent des lieux de résistance à l'armée tanzanienne. Le diplomate en poste à Kololo rend visite à Msuya pour lui prêter allégeance ; les civils fouillent le State Research Bureau à la recherche de documents sur l'emplacement de leurs proches disparus. Les Tanzaniens trouvent dans le bureau une copie de leur plan d'attaque de Kampala. Le lieutenant-colonel Salim Hassan Boma mène un détachement pour couvrir l'intégralité de la ville, et à la fin de la journée, ils trouvent la prison de Luzira (en) dont ils libèrent les 1700 détenus.
Les soldats ougandais restants essaient de se changer en habits civils et de réquisitionner des voitures d'habitants pour s'enfuir. Ils volent des civils en les tenant en joue, les tuant parfois pour s'approprier leurs affaires. Les patrouilles tanzaniennes croisent certains de ces soldats et ils échangent des tirs. Trois soldats ougandais tentent de piller la résidence du premier secrétaire de l'ambassade française, mais sont éloignés par des balles tirées par la femme du secrétaire. Les troupes en retrait pillent aussi des maisons du quartier de Mulago (en). Au moins dix soldats ougandais sont lynchés par des civils armés de meubles et de morceaux de bois. Juma Butabika, un des principaux commandants sous Idi Amin Dada, est tué par les soldats des 205e et 208e brigades entre Bwaise (en) et Kawempe (en), alors qu'ils partent vers le Nord depuis Mityana. Le lieutenant-colonel Abdul Kisule, basé à Masindi, se rend aux Tanzaniens dans la capitale, comme le chef des services médicaux de l'armée ougandaise, G. D. Bogere.
Les habitants de Kampala pillent la ville. Certains sont actifs dans la matinée et ne visent que les maisons des soutiens d'Amin, mais dans l'après-midi, une foule s'est regroupée et pille l'ensemble des bâtiments sans discrimination. Les magasins voient leurs fenêtres brisées et leurs meubles volés, des documents officiels sont détruits, et des voitures neuves sont poussées de leur espace d'exposition pour être mises dans la rue. Certains bâtiments sont incendiés et le ministère de la Santé est pillé par ses propres employés. Quelqu'un plastique le siège social de la banque Barclay's d'Ouganda et 2,25 millions de shillings sont volés. D'après Msuya, il estime que le seul moyen d'empêcher le pillage serait de tirer sur la foule et aurait trop de conséquences négatives sur la population ; il ordonne donc à ses soldats d'aider les civils à occuper les entrepôts gouvernementaux et d'essayer de faire régner le calme. La stratégie échoue : deux civils sont tués dans la foule. Enfin, les Tanzaniens sont autorisés, toujours d'après Msuya, à prendre une radio et à se réfugier dans des maisons abandonnées. L'entrepreneur ougandais Gordon Wavamunno (en) cite des amis vivant à Kampala qui disent que les pillages sont en réalité menés par les soldats tanzaniens et du Front de libération nationale ; l'Associated Press rapporte que les soldats ont aidé les civils à piller les magasins et entrepôts. L'historien Edward Khiddu-Makubuya dit que les instructions exactes données aux soldats n'ont jamais été dévoilées. La soirée du 11 avril est surnommée « la nuit des brouettes » par Newsweek, en référence aux civils partant avec les affaires volées.

## Conséquences immédiates
Le 11 avril, des gardes soudanais sont placés à la frontière ougandaise. Peu après, des réfugiés ougandais commencent à s'amasser à la frontière. Le 12 avril, Amin fait un discours à la radio, à l'aide d'un transmetteur mobile, dans lequel il refuse l'annonce d'Ojok et affirme que son armée tient toujours Kampala. Il prend ensuite l'avion à Arua pour se rendre en Libye, puis en Arabie saoudite où il reste en exil pour le restant de ses jours. Le lendemain, un groupe de soldats ougandais restés à Kampala tue une sentinelle tanzanienne devant la banque de l'Ouganda. Les Tanzaniens rasent le bâtiment où les soldats se sont cachés. Les pillages se raréfient au cours de la semaine, mais les fusillades continuent sporadiquement en ville. Quelques soldats libyens et ougandais se cachent dans la ville ; le 15 avril, cinq Libyens sont tués alors qu'ils essaient de voler une voiture.

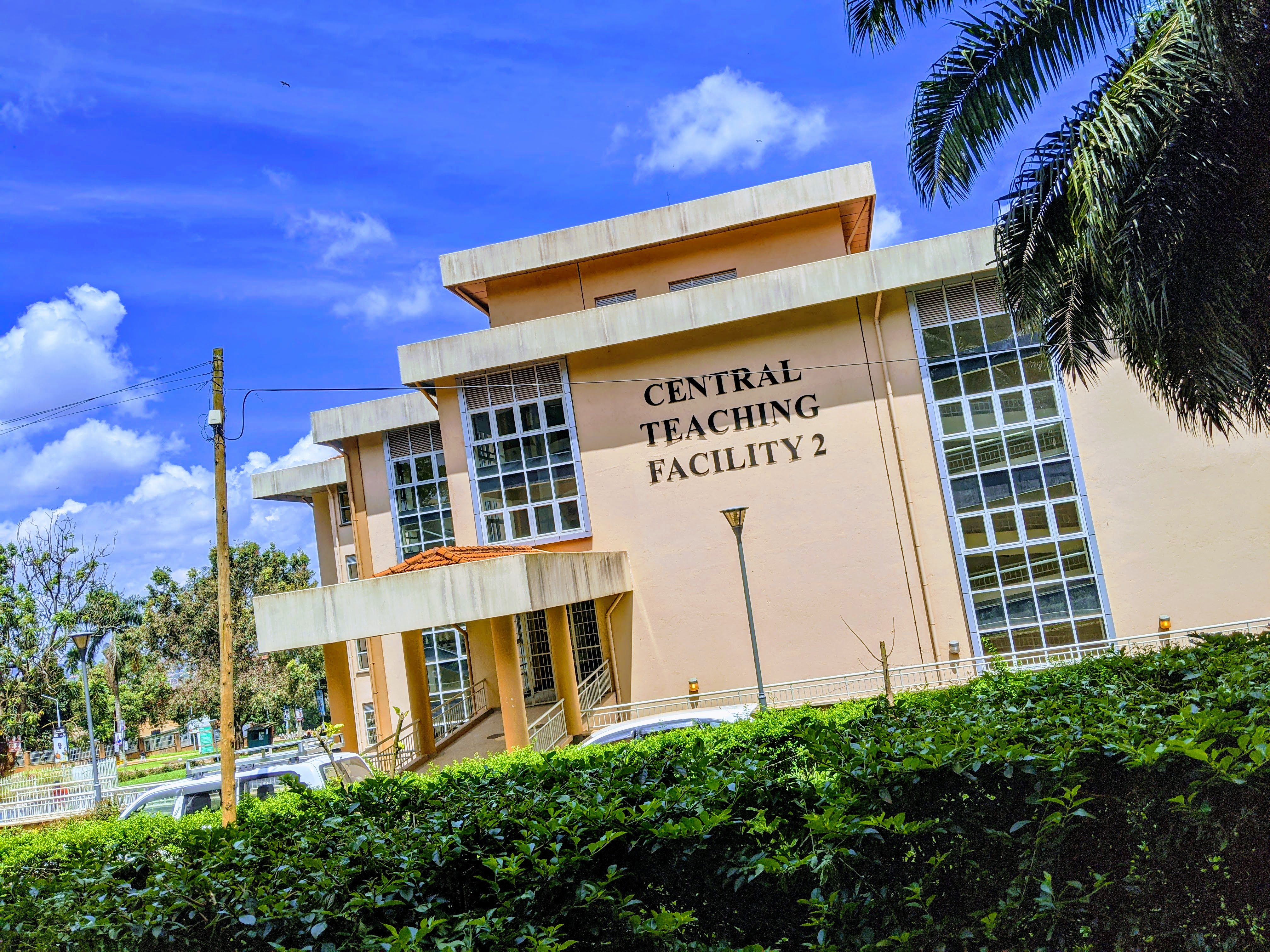
Un bâtiment de l'université Makerere, laissée intacte par les affrontements.

Kampala est endommagée par les pillages et par les tirs tanzaniens ; l'électricité et l'eau courante reviennent pour une partie de la population quelques jours après la bataille. Début mai, des civils et des fonctionnaires locaux débarrassent les rues et condamnent les fenêtres cassées. À la reprise de l'approvisionnement en pétrole, les voitures abandonnées dans les rues sont dégagées de la ville. Des étudiants de l'université Makerere lancent une campagne de restitution de l'équipement volé aux bâtiments officiels. Les efforts de reconstruction démarrent lentement, et la ville garde des traces des affrontements pendant plusieurs années. En 2000, il reste encore des ruines du conflit le long de Kampala Road, dans le centre-ville.
Le nombre de morts est inconnu juste après la bataille. D'après la journaliste Honey, moins de cent soldats ougandais auraient été tués. Les Tanzaniens estiment avoir abattu 25 à 30 soldats dans la ville. Les morgues locales ont accumulé plus de 200 corps de soldats et civils ougandais le 15 avril et le superindendant des services funéraires estime un maximum de 500 morts. Le journaliste Baldwin Mzirai affirme que 300 corps ont été trouvés. Time rapporte la mort de « douzaines de soldats et de civils ». Le Daily Monitor parle de dizaines de civils ougandais tués et de plus de 500 soldats capturés par l'armée tanzanienne. Ils sont d'abord rassemblés à Kololo, puis déportés dans des camps de prisonniers de guerre en Tanzanie. Kisule est rattaché à la 205e brigade tanzanienne pour l'aider à prendre Masindi. Sabuni fuit pour le Kenya, mais est arrêté par les autorités locales en mai après être accusé de meurtre par le premier magistrat de Kampala et extradé vers l'Ouganda. Les Libyens comptent peu de dégâts et quelques morts. Trois membres du 19e bataillon sont blessés. L'armée tanzanienne confisque d'importantes réserves de munitions libyennes et d'armes ougandaises importées de l'URSS, du Royaume-Uni, d'Israël et d'Espagne.
Les Tanzaniens récupèrent le corps de Hans Poppe, un policier métis tanzanien tué par les Ougandais au cours d'une escarmouche à la frontière en 1971. Son cadavre est exposé par Amin et présenté comme une preuve que des mercenaires étrangers sont déployés contre lui. Le corps est rapatrié et enterré. Des fouilles de la résidence d'Amin à Nakasero permettent de trouver un sous-sol occupé par des prisonniers affamés et des corps en décomposition.
L'armée tanzanienne met en place le nouveau gouvernement ougandais dès la prise de Kampala, ramenant de nombreux politiciens du Front de libération nationale de l'Ouganda et les hébergeant dans les hôtels de luxe de la ville. Les personnalités politiques revenues dans le pays se qualifient de libérateurs malgré leur absence pendant les combats et vivent luxueusement, ce qui attise le ressentiment du peuple qui manque encore de produits de première nécessité. Msuya sert les ministres du Front de libération nationale, tandis que la 207e brigade occupe la ville de Kampala. Les soldats tanzaniens occupent l'hôtel Sheraton de Kampala, qu'ils pillent, jetant par les fenêtres des milliers de Corans offerts par la Libye. Ojok commence à recruter pour sa faction du Front de libération nationale, Kikosi Maalum, et y intègre des centaines de soldats du Nord-Est du pays. Un désaccord naît entre lui et Yoweri Museveni au sujet du sort des soldats ougandais qui se sont rendus, et un compromis voit toutes les forces du Front de libération nationale quitter la ville. La 201e brigade avance vers le Nord pour la bataille de Bombo (en) et la 208e brigade pour la bataille de Jinja (en).
Les forces d'Amin sont en déroute après la prise de la capitale. La discipline n'est plus tenue et la hiérarchie n'est plus respectée. La nouvelle de la défaite provoque des désertions, et de nombreux officiers fuient le pays ou partent dans la sous-région du Nil-Occidental. De nombreux soldats du Nord, qui estiment que la guerre est un problème du Sud, accusent d'autres unités d'avoir perdu la guerre en se battant mal et perdent leur motivation. La garnison de Mbale tout entière, qui comprenait 250 soldats, déserte et installe des barricades autour de la ville pour empêcher l'armée régulière d'y entrer avant l'arrivée du Front de libération nationale. Quelques soldats se regroupent à Masindi pour prévoir une contre-attaque de Kampala, mais ils doivent fuir en raison de nouvelles avancées tanzaniennes. Des fonctionnaires ougandais partout dans le pays fuient pour le Kenya, ce qui précipite l'effondrement de l'administration du pays. Après la chute de Kampala, les combats ne provoquent plus de dommages importants en Ouganda. Les combats continuent jusqu'au 3 juin, date à laquelle les Tanzaniens arrivent à la frontière soudanaise et éliminent ce qui reste de la résistance.
Lule est pris de court par la chute de Kampala et prépare une liste rapide de ministres qui représentent la diversité ethnique du pays. Le 13 avril, il arrive par avion à la ville et prend le titre de président de l'Ouganda. Un décret interdit le pillage, mais les autorités ne prennent aucune mesure contre les pilleurs, et l'appel à rendre la propriété de l'État rencontre un succès modéré. La décision de Nyerere d'utiliser son armée pour envahir l'Ouganda et destituer Amin force une implication importante de la Tanzanie dans les affaires ougandaises après la guerre, contrairement à ses souhaits. Après trois ans d'occupation, l'armée tanzanienne quitte l'Ouganda en 1981.

## Conséquences à long terme
La chute de Kampala est la première fois dans l'histoire post-décolonisation de l'Afrique qu'un État africain prend la capitale d'un autre État africain. La destitution d'un chef d'État par une armée étrangère est également une première, qui reçoit l'opprobre de l'Organisation de l'unité africaine. En juillet 1979, à une conférence de l'Organisation de l'unité africaine, le président du Soudan Gaafar Nimeiry affirme que la guerre est un précédent dangereux et est expressément interdite par la charte de l'organisation. Olusegun Obasanjo, chef de l'État nigérian, partage son opinion. Nyerere accuse l'OUA de protéger les dictateurs africains, affirmant que le régime d'Amin a fait plus de morts que les gouvernements blancs du Sud de l'Afrique. Godfrey Binaisa, le successeur de Lule, remercie la Tanzanie pour son intervention.
Malgré la controverse de principe, les pays européens et africains acceptent majoritairement l'action en silence. Des images de la bataille sont incluses dans le documentaire Vita vya Kagera produit en 1980 par la Tanzania Film Company et l'institut audio-visuel. Avirgan et Honey racontent l'événement dans un livre de 1983 sur la guerre ougando-tanzanienne, War in Uganda: The legacy of Idi Amin.